# 地方文学賞
地方文学賞は、日本国内の地方自治体や地方新聞社、地方の文芸協会などが実施する文学賞。

## 概要
地方文学賞には、大きく分けて、既刊の作品が対象の賞・公募の文学賞の2つがある。前者は、著名な文学者の出身地となっている自治体が主催するものが多く、泉鏡花の出身地である石川県金沢市が主催する泉鏡花文学賞（1973年 - ） や、坪田譲治の出身地である岡山県岡山市が主催する坪田譲治文学賞（1984年 - ） などが長い歴史を持つ。
一方、公募の文学賞では、新聞社や自治体が主催する賞がある。受賞作は主催元の新聞や文芸誌に掲載される。広島県福山市が主催するばらのまち福山ミステリー文学新人賞（2008年 - ）のように、受賞作が大手出版社により全国で刊行される賞もある。北日本文学賞（北日本新聞社）、埼玉文学賞（埼玉新聞社）、南日本文学賞（南日本新聞社）、さきがけ文学賞（秋田魁新報社）などが長い歴史を持ち、新人作家の登竜門として機能している。
全国から作品を公募する地方文学賞は、新人作家の発掘などを目的にしたものだが、一方で地域の文芸活動の振興のため、ある地域内に限定して作品を募る場合もある。

## 既刊作品・人物が対象の文学賞（全国から選考）

### 市区町村主催
現行のもの
- 福岡市文学賞（福岡県福岡市、1970年 - ）
- 泉鏡花文学賞（泉鏡花／石川県金沢市、1973年 - ）
- 坪田譲治文学賞（坪田譲治／岡山県岡山市、1984年 - ）
- 富田砕花賞（富田砕花／兵庫県芦屋市、1990年 - ）
- 紫式部文学賞（紫式部／京都府宇治市、1991年 - ）
- 中山義秀文学賞（中山義秀／福島県白河市、1993年 - ）
- 萩原朔太郎賞（萩原朔太郎／群馬県前橋市、1993年 - ）
- 島清恋愛文学賞（島田清次郎／石川県白山市、1994年 - ）
- 丸山薫賞（丸山薫／愛知県豊橋市、1994年 - ）
- 舟橋聖一文学賞（舟橋聖一／滋賀県彦根市、2007年 - ）

終了したもの
- 伊藤整文学賞（伊藤整／北海道小樽市、1990年 - 2014年、全25回）
- 木山捷平文学賞（木山捷平／岡山県笠岡市、1996年 - 2005年、全9回）

### その他団体主催
- 織田作之助賞 大賞（織田作之助／大阪文学振興会、関西大学、毎日新聞社主催、1983年 - ）

## 既刊作品・人物が対象の文学賞（地域内から選考）
- 咲くやこの花賞（大阪を中心に活動する文化人が対象／大阪府大阪市、1983年 - ）
- 横浜文学賞（横浜を中心に活動する個人・団体が対象／横浜文芸懇話会、1989年 - ）

## 全国から公募する文学賞
主に短編・中編の小説の公募である。

### 地方新聞社主催
現行のもの
- 北日本文学賞（北日本新聞社、1966年 - ／小説を募集／北日本新聞に掲載）
- 埼玉文学賞（埼玉新聞社、1969年 - ／小説、詩、短歌、俳句の4部門／埼玉新聞に掲載）
- 神奈川文芸賞（神奈川新聞社、1971年 - ）
- 南日本文学賞（南日本新聞社、1973年 - ）
- さきがけ文学賞（秋田魁新報社・さきがけ文学賞渡辺喜恵子基金　1984年 - ／秋田魁新報紙面に掲載）
- 北日本児童文学賞（北日本新聞社、2003年 - ）

終了したもの
- 日本海文学大賞（中日新聞北陸本社、1990年 - 2007年）
- 浦安文学賞（浦安ニュース社、1990年 - 2008年）
- 長野文学賞（長野日報社、1990年 - 2008年）
- 九州さが大衆文学賞（笹沢左保賞／佐賀新聞社ほか、1994年 - 2017年／推理小説または歴史小説・時代小説）
- 岩手日報文学賞（岩手日報社）
- 阿波しらさぎ文学賞　(徳島新聞社・徳島文学協会、2018年 - ／掌編小説を募集／徳島新聞に掲載)

### 地方自治体主催

#### 都道府県主催
- 内田百閒文学賞（内田百閒／岡山県、1990年 - ）
- やまなし文学賞（山梨県、1992年 - ）
- 伊豆文学賞（静岡県、1997年 - ）
- 新潟出版文化賞（新潟県、1999年 - ）

#### 市区町村主催
現行のもの
- 太宰治賞（太宰治／東京都三鷹市・筑摩書房、1965年 - 1978年、1999年 - ）
- 坊っちゃん文学賞（愛媛県松山市、1989年 - ／青春小説）
- 舟橋聖一顕彰青年文学賞（舟橋聖一／滋賀県彦根市、1989年 - ）
- 北九州市自分史文学賞（福岡県北九州市、1992年 - ／自分史を募集）
- 奥の細道文学賞（埼玉県草加市、1992年 - ）
- 小諸・藤村文学賞（島崎藤村／長野県小諸市、1992年 - ）
- 長塚節文学賞（長塚節／茨城県常総市、1996年 - ）
- 湯河原文学賞（神奈川県湯河原町、2001年 - ／小説部門（現代を舞台にした小説）および俳句部門）
- 北区 内田康夫ミステリー文学賞（内田康夫／東京都北区、2002年 - ／推理小説を募集）
- ちよだ文学賞（東京都千代田区、2006年 - ）
- ばらのまち福山ミステリー文学新人賞（広島県福山市、2008年 - ／長編の本格推理小説を募集）
- かつしか文学賞（東京都葛飾区、2010年 - ）
- 木山捷平短編小説賞・木山捷平文学選奨（木山捷平／岡山県笠岡市）
- 西の正倉院みさと文学賞（宮崎県美郷町、2018年 - ）

終了したもの
- 堺自由都市文学賞（大阪府堺市、1989年 - 2010年）
- さいたま市スポーツ文学賞（埼玉県さいたま市）
- 鳥羽市マリン文学賞（三重県鳥羽市）

### その他団体主催
現行のもの
- 織田作之助賞 青春賞（織田作之助／大阪文学振興会、関西大学、毎日新聞社主催、1983年 - ）
- ふくい風花随筆文学賞（「ふくい風花随筆文学賞」実行委員会主催、1997年 - ）
- 小島信夫文学賞（小島信夫文学賞の会主催、1999年 - ）
- ちゅうでん児童文学賞（公益財団法人ちゅうでん教育振興財団主催、1998年 - ）
- 宮古島文学賞（宮古島市文化協会主催、2017年 - ）
- 仙台短編文学賞（「仙台短編文学賞」実行委員会主催、2017年 - ）
- 随筆春秋賞（一般社団法人随筆春秋主催、1995年-）
- 空華文学賞（文藝同人無刀会主催、2021年-）

終了したもの
- 北海道文学賞（『月刊クォリティ』主催、1974年 - 2013年）
- 北海道文芸賞（『月刊クォリティ』主催、2014年 - 2018年）
- さばえ近松文学賞（近松の里づくり事業推進会議主催、2013年 - 2018年）
- 関西文學新人賞（2001年 - 2007年）
- さくらんぼ文学新人賞（さくらんぼテレビジョン（山形県）主催、2007年 - 2010年）
- ゆきのまち幻想文学賞（ゆきのまち通信（青森県）主催、1990年 - ）
- 大阪女性文芸賞（大阪女性文芸協会主催、1983年 - ）

## 地方・都道府県内から公募する文学賞
ある地方や都道府県の在住者・在学者・在勤者または出身者などに限って公募を行う文学賞。地域の文芸活動の振興などを目的とする。

### 地方新聞社主催
- 福島県文学賞（福島県在住・在学・在勤者。ただし東日本大震災以降は県外避難をしている者及び学生・生徒をも対象に入れている。／福島民報社、福島県、1948年 -）
- 中国短編文学賞（中国地方在住・在学・在勤者／中国新聞社、1955年 - ／小説）
- 北海道新聞文学賞（原則として道内在住者もしくは3年以上の道内居住経験者／1967年 - ）
- 琉球新報短編小説賞（琉球新報社、1973年 - ）
- 新沖縄文学賞（沖縄県出身者・在住者、1975年 - ）
- 山之口貘賞（琉球新報社、1978年 - ）
- 新潟日報文学賞（新潟県在住・出身者／新潟日報社、1987年 - ）
- 琉球新報児童文学賞（沖縄県出身者・在住者／琉球新報社、1988年 - ）
- ちぎり文学賞（東三河在住・在学・在勤者／東愛知新聞社、1990年 - ）
- 南日本文学大賞（南日本新聞社、2001年 - ）
- 福井文学賞（中日新聞社他、2003年 - ）
- 東奥文学賞（青森県在住・出身者／東奥日報社、2008年 - ）
- とっとり文学賞（鳥取県出身・在住・在勤者／新日本海新聞社、2014年 - ）
- ふくいジュニア文学賞（福井新聞社）
- 熊日文学賞（熊本日日新聞社）

終了したもの
- 山陰文学賞（鳥取県・島根県在住者／島根日日新聞社、2008年 - 2013年）
- 千葉文学賞（千葉県在住・在学・在勤者／千葉日報社）

### 地方自治体主催
- 香川菊池寛賞（香川県在住・出身者／高松市・高松市教育委員会・菊池寛顕彰会主催、1965年 - ）
- 埼玉文芸賞（埼玉県在住・在学・在勤者／埼玉県主催・さいたま文学館主管、1969年 - ）
- とやま文学賞（富山県在住・出身者／富山県・富山県芸術文化協会主催、1982年 - ）
- とくしま文学賞（徳島県在住・出身者／徳島県・徳島県立文学書道館主催、2003年 - ）

### その他団体主催
- 東北北海道文学賞（東北地方および北海道在住・出身者／文芸東北新社、1990年 - ）
- おきなわ文学賞（沖縄県在住者など／公益財団法人沖縄県文化振興会、2005年 - ）
- みやざき文学賞（宮崎県在住・在学者／公益財団法人宮崎県芸術文化協会）

## 市区町村内から公募する文学賞
市区町村の範囲で公募される文学賞は無数にあるため、一覧は掲載しない。地方自治体の協力のもとに刊行される地方の文芸誌などで、応募資格を市区町村内に限った文学賞の公募が行われている。